# إدوارد د. سويفت
إدوارد د. سويفت (بالإنجليزية: Edward D. Swift)‏ هو عالم فلك أمريكي، ولد في 24 ديسمبر 1870، وتوفي في 25 سبتمبر 1935.